# Джаффри, Джавед
Сайед Джавед Ахмед Джаффри (англ. Jaaved Jaaferi; Пустой шаблон {{ВД-Преамбула}} ) — индийский актёр, танцор и комик, снимающийся в телешоу и фильмах на хинди. Сын комика Джагдипа. 

## Личная жизнь
Родился 4 декабря 1963 года в Бомбее (современный Мумбаи), в семье актёра-комика Джагдипа.
В 1989 году Джавед женился на пакистанской актрисе Зебе Бахтияр, но через год они разошлись.
В 1991 году он женился повторно. Во втором браке родилось двое сыновей и дочь, среди которых актёр Мизан Джаффри.

## Профессиональная карьера
С 1980 года он работал в области рекламы в качестве модели, хореографа, копирайтера, продюсера и режиссёра. Джаффри появлялся в комичной рекламе соуса Maggi Hot & Sweet Sauce на протяжении 25 лет.
На большом экране актёр впервые появился в 1985 году в фильме «Невинная жертва», сыграв роль злодея, а также продемонстрировав свои танцевальные способности.
В дальнейшем он комментировал японские телешоу «Замок Такэси» и Ninja Warrior на Pogo TV и Hungama соответственно. В 2008 году он озвучил Чарли Анну в анимационном фильме «Ромео с обочины», совместном проекте Yash Raj Films и Disney. Он также был судьей на чемпионате мира по караоке в Индии вместе с Манаси Скотт, композитором Раджу Сингхом, Салимом и Сулейманом Мерчантами, основателем и организатором KWC INDIA, Савио Полом Д'са, Лесли Льюисом, Ремо Фернандесом и Сунитой Рао.
В 2005 году он был отмечен премией IIFA за лучшую комическую роль в фильме «Салам Намасте». 
Джаффри был ведущим нескольких церемоний награждения, включая Filmfare, Zee Cine Awards, и IIFA. Он также появился в пакистанской программе Loose Talk, изображая различных персонажей из Индии.
С 2015 года он также вел передачу о крикете Big Googly на радио 92.7 Big FM и телешоу Once More на канале Epic, где в своем комическом стиле рассказывал о фильмах Болливуда с 1970-х по 1990-е годы.
Джаффри был удостоен пожизненного членства в Международном кино- и телеклубе Азиатской академии кино и телевидения. Он также был послом бренда первого Международного фестиваля анимационных и мультипликационных фильмов в Индии 2015 года.
Запуск кабельного телевидения, в частности канала [V] и его дерзкое чувство юмора, предоставили ему нишу для представления его собственного стиля комедии Его называли «первой настоящей суперзвездой телемира». Он был ведущим шоу Flashback .. Джеффри также вел песенную программу Timex Timepass, в которой он переключался между карикатурами персонажей.
Он также ведет танцевальное шоу Boogie Woogie на канале Sony Entertainment Television Asia вместе со своим братом Наведом Джаффери и другом Рави Бехлом.

## Политическая карьера
Джеффри участвовал в выборах в Лок Сабху 2014 года от Лакхнау как кандидат от партии Aam Aadmi, но уступил Раджнату Сингху из Бхаратия джаната парти. Он занял пятое место в округе, набрав 41 429 голосов.

## Фильмография
| Год  | Название                      | Роль                                | Примечания                                         |
| ---- | ----------------------------- | ----------------------------------- | -------------------------------------------------- |
| 1985 | Невинная жертва               | Викрам Такрал, он же Вики           | также исполнитель песни «Bol Baby Bol Rock-N-Roll» |
| 1987 | 7 Saal Baad                   | Рави                                |                                                    |
| 1988 | Woh Phir Aayegi               | Мукеш                               |                                                    |
| 1989 | Lashkar                       | Джонни                              |                                                    |
| 1990 | Да здравствует молодость      | Рави Верма                          |                                                    |
| 1991 | Шив Рам                       |                                     |                                                    |
| 1991 | 100 дней                      | Сунил                               |                                                    |
| 1992 | Жить и умереть вместе         | Виджай                              |                                                    |
| 1992 | Путешествие в никуда          | капитан Джавед                      |                                                    |
| 1992 | Karm Yodha                    | Судхир                              |                                                    |
| 1993 | Zakhmi Rooh                   | Шекхар                              |                                                    |
| 1994 | Кто третий?                   | Санджай Чопра / Панкадж Нигам       |                                                    |
| 1995 | Дорогая, это Индия            | Принц, сын Дона                     |                                                    |
| 1995 | Танцор рока                   | Джей-Джей                           |                                                    |
| 1996 | Огонь                         | Джатин                              |                                                    |
| 1998 | Парни из Бомбея               | камео                               | также исполнитель и автор текста песни «Mumbhai»   |
| 1998 | Hanuman                       | Ашок                                |                                                    |
| 2000 | Четверо отчаянных             | Гэри Розарио                        |                                                    |
| 2003 | Aman Ke Farishtey             | Амар                                |                                                    |
| 2003 | Я схожу с ума от любви        | играет сам себя                     | камео                                              |
| 2003 | Новые приключения Гулливера   | Адитья Пандит                       |                                                    |
| 2003 | Бум                           | Бум Шанкар, он же Бум-Бум           |                                                    |
| 2005 | Салам Намасте                 | Джаггу                              |                                                    |
| 2007 | Все будет хорошо              | Гарри                               |                                                    |
| 2007 | Веселье                       | Манав Шривастав                     |                                                    |
| 2007 | Victoria No. 203              | Бобби «Биби» Бомбатта               |                                                    |
| 2008 | Мужество                      | Майор Акаш Капур                    |                                                    |
| 2008 | Король Сингх                  | Мика Сингх                          |                                                    |
| 2008 | Ромео с обочины               | брат Чарли                          | голос                                              |
| 2009 | Куда вас понесло              | Салим                               |                                                    |
| 2009 | 3 идиота                      | настоящий Ранчоддас Шамалдас Чанчад | камео                                              |
| 2009 | Фотография 8x10               | Хабибулла Хаппи-паша                |                                                    |
| 2009 | Невероятная любовь            | Кесвани                             |                                                    |
| 2009 | Постояльцы                    | Параг Мелвани                       |                                                    |
| 2009 | Лес                           | Абишек                              |                                                    |
| 2009 | Спокойный отец                | Карлос                              |                                                    |
| 2009 | Город жизни                   | Суреш Хан                           |                                                    |
| 2010 | Бей и лети!                   |                                     | камео                                              |
| 2010 | Здравствуй, дорогая           | Хардик                              |                                                    |
| 2011 | Краденые деньги               | Акбар                               |                                                    |
| 2011 | Двойная забава                | Манав Шривастав                     |                                                    |
| 2011 | Иншаллах, Футбол              | —                                   | продюсер (документальный фильм)                    |
| 2012 | Иншаллах, Кашмир              | —                                   | продюсер (документальный фильм)                    |
| 2012 | Агент Винод                   | —                                   | исполнитель песни «Pyaar ki Pungi»                 |
| 2013 | Besharam                      | Бхим Сингх Чандел                   |                                                    |
| 2013 | War Chhod Na Yaar             | Капитан Куреши                      |                                                    |
| 2014 | Вызов мистера Джо Би Карвальо | Карлос                              |                                                    |
| 2014 | Пиф-Паф!                      | Хамид Гюль                          |                                                    |
| 2015 | 43-я застава                  | Мушрафф Хан                         | фильм на малаялам                                  |
| 2016 | Любовь навсегда               | Амитабх                             |                                                    |
| 2018 | Пропавшие                     | Харш Тандон                         |                                                    |
| 2019 | Тотальное веселье             | Манав Шривастав                     |                                                    |
| 2019 | Счастливый сикх               | Индерпал Сингх                      | фильм на малаялам                                  |
| 2019 | Вместе поневоле               | Хукум Дев Сингх                     |                                                    |
| 2019 | Люби меня                     | Самир Ханна                         |                                                    |
| 2019 | Бала                          | Баччан Дубей                        |                                                    |
| 2020 | Маска                         | Рустом Ирани                        | фильм Netflix                                      |
| 2020 | Носильщик №1                  | Джай Кишен / Джексон                | фильм Amazon Prime Video                           |
| 2021 | Охотники за привидениями      | Чедилал                             | [ 28 ]                                             |
| 2021 | Sooryavanshi                  | Кабир Шрофф                         |                                                    |
| 2022 | Выиграть любовь               | Прадип Наранг                       | фильм Netflix                                      |
| 2025 | Inn Galiyon Mein              |                                     |                                                    |